# エディ・ディアス
エディ・ハビエル・ディアス（Eddy Javier Díaz , 1971年9月29日 - ）は、ベネズエラ出身の元プロ野球選手（内野手）。

## 経歴

### 米国時代
1990年にシアトル・マリナーズと契約。1997年にミルウォーキー・ブルワーズでメジャーデビューを果たすものの、メジャーでの出場は同年の16試合のみに終わる。
ボストン・レッドソックス傘下のAAA級ポータケットを経て、1999年に広島東洋カープと年俸30万ドル（推定）で入団契約を結び来日。正田耕三の引退後、二遊間が手薄となっていたため守備力の高い外国人選手の獲得を達川光男監督が希望し、敏捷な守備とポータケットで435打数39三振だった堅実な打撃が評価されたという。

### 日本時代
来日1年目は開幕から二塁で出場したが早々に離脱してしまったものの、5月頭から復帰後は江藤智に変わって三塁手でスタメンで出場。しばらくして今度は正遊撃手の野村謙二郎が股関節の関係で遊撃が守れなくなり野村に変わって遊撃手としてチーム最多の84試合に出しユーティリティとして活躍、7月15日の対中日戦では5打数5安打を記録するなど、シュアな打撃を披露した。9月14日には本塁打を放つが一塁走者の新井貴浩を追い抜いてしまい、本塁打取り消しとなるハプニングもあった。シーズン通じて主に7番を打つなど打撃成績は打率.263本塁打8本打点53と外国人選手としては物足りないものであったがオフには現状維持の年俸30万ドル（推定）で1年契約を結んでいる。
2000年はオープン戦で左足を故障した影響などでシーズン前半の出場機会を大幅に減らしたが、復帰後の対巨人戦で9回表2死の局面から起死回生の同点本塁打を放つ。規定打席には到達できなかったものの、広島市民球場での本拠地最終戦で満塁本塁打を放った。シーズンでは本塁打数は前年と同じく8本ながら前年同様に内野のポジションを複数守る等し再契約を勝ち取った。
長打力強化のためオフにウエイトトレーニングを重点的に行い、同じベネズエラ出身のアレックス・カブレラからスイングをコンパクトにするようアドバイスを受けたこともあって2001年は5月に8試合で9本塁打を記録するなど、打撃面で大きく成長した。この活躍で、アキレス腱痛でスタメンを外れていた新井貴浩からレギュラーの座を完全に奪い取り、7月には1試合3本塁打を放つなど好調を維持して後半戦は3番に定着。この年は打率.304、32本塁打を放ち、ルイス・ロペスとともにセ・リーグ初の両外国人3割30本塁打を達成し、ベストナインに選出される。
2002年も前年同様に開幕から好調な打撃を見せ、5月にはリーグ2桁本塁打1番乗りを果たす。十分に打撃タイトル獲得の可能性があったが、しかし恥骨結合炎で登録を抹消されるなど故障があり、シーズンで本塁打は17本に終わる。この年の契約更改では年俸面で双方の主張が折り合わず、自由契約となり退団。

### 韓国時代
2003年、韓国のSKワイバーンズに入団。オフに退団した。2004年は不振により退団したエンジェル・ペーニャの代役として、シーズン途中にハンファ・イーグルスと契約した。韓国国内においてのハングル登録名は、「디아즈」である。

### メキシコ時代以降
2005年はリーガ・メヒカーナ・デ・ベイスボルのユカタン・ライオンズ、2006年は同リーグのラグナ・カウボーイズでそれぞれプレーした。
2006年シーズン終了後に一度は現役を引退したものの、2007年に母国ベネズエラのウィンターリーグで現役復帰。

## 人物
母国ベネズエラでは牧場も経営していた。

## 詳細情報

### 年度別打撃成績
| 年 度    | 球 団    | 試 合 | 打 席 | 打 数 | 得 点 | 安 打 | 二 塁 打 | 三 塁 打 | 本 塁 打 | 塁 打 | 打 点 | 盗 塁 | 盗 塁 死 | 犠 打 | 犠 飛 | 四 球 | 敬 遠 | 死 球 | 三 振 | 併 殺 打 | 打 率 | 出 塁 率 | 長 打 率 | O P S |
| -------- | -------- | ----- | ----- | ----- | ----- | ----- | -------- | -------- | -------- | ----- | ----- | ----- | -------- | ----- | ----- | ----- | ----- | ----- | ----- | -------- | ----- | -------- | -------- | ----- |
| 1997     | MIL      | 16    | 51    | 50    | 4     | 11    | 2        | 1        | 0        | 15    | 7     | 0     | 0        | 0     | 0     | 1     | 0     | 0     | 5     | 3        | .220  | .235     | .300     | .535  |
| 1999     | 広島     | 110   | 392   | 361   | 29    | 95    | 14       | 2        | 8        | 137   | 53    | 2     | 0        | 4     | 2     | 20    | 0     | 5     | 40    | 12       | .263  | .309     | .380     | .689  |
| 2000     | 広島     | 88    | 284   | 264   | 25    | 67    | 7        | 0        | 8        | 98    | 31    | 4     | 0        | 2     | 1     | 16    | 1     | 1     | 30    | 3        | .254  | .298     | .371     | .669  |
| 2001     | 広島     | 136   | 524   | 470   | 76    | 143   | 18       | 1        | 32       | 259   | 85    | 5     | 5        | 7     | 4     | 39    | 2     | 4     | 53    | 10       | .304  | .360     | .551     | .911  |
| 2002     | 広島     | 96    | 400   | 353   | 36    | 99    | 16       | 0        | 17       | 166   | 51    | 2     | 4        | 5     | 4     | 30    | 3     | 8     | 41    | 8        | .280  | .347     | .470     | .817  |
| 2003     | SK       | 111   | 485   | 439   | 56    | 125   | 26       | 0        | 22       | 217   | 63    | 5     | 0        | 0     | 4     | 32    | 1     | 10    | 47    | 11       | .285  | .344     | .494     | .839  |
| 2004     | ハンファ | 71    | 224   | 187   | 25    | 39    | 12       | 0        | 7        | 72    | 26    | 2     | 5        | 6     | 4     | 22    | 0     | 5     | 27    | 9        | .209  | .303     | .385     | .688  |
| MLB：1年 | MLB：1年 | 16    | 51    | 50    | 4     | 11    | 2        | 1        | 0        | 15    | 7     | 0     | 0        | 0     | 0     | 1     | 0     | 0     | 5     | 3        | .220  | .235     | .300     | .535  |
| NPB：4年 | NPB：4年 | 430   | 1600  | 1448  | 166   | 404   | 55       | 3        | 65       | 660   | 220   | 13    | 9        | 18    | 11    | 105   | 6     | 18    | 164   | 33       | .279  | .333     | .456     | .789  |
| KBO：2年 | KBO：2年 | 182   | 709   | 626   | 81    | 164   | 38       | 0        | 29       | 289   | 89    | 7     | 5        | 6     | 8     | 54    | 1     | 15    | 74    | 20       | .262  | .331     | .462     | .793  |

### 表彰
NPB
- ベストナイン：1回 （2001年）

### 記録
NPB
- 初出場・初先発出場：1999年4月2日、対中日ドラゴンズ1回戦（ナゴヤドーム）、7番・二塁手として先発出場
- 初安打：1999年4月3日、対中日ドラゴンズ2回戦（ナゴヤドーム）、5回表に野口茂樹から左中間へ二塁打
- 初打点：1999年4月4日、対中日ドラゴンズ3回戦（ナゴヤドーム）、9回表に岩瀬仁紀から中前適時打
- 初本塁打：1999年4月6日、対阪神タイガース1回戦（広島市民球場）、4回裏に中込伸から左越2ラン
- 初盗塁：1999年8月14日、対中日ドラゴンズ18回戦（広島市民球場）、3回裏に二盗（投手：前田幸長、捕手：中村武志）

### 背番号
- 51 （1997年）
- 2 （1999年）
- 49 （2000年 - 2002年、2006年）
- 48 （2003年、2005年）
- 0 （2004年）